# Vaduz
Vaduz (prononcé en français /vadyz/ ; en allemand /faˈdʊt͡s/) est la capitale du Liechtenstein. Siège du gouvernement de la principauté, Vaduz, est également le lieu de résidence de la famille princière et constitue une place financière internationale.

## Géographie
La commune de Vaduz s'étend sur 17,3 km2 répartis en un territoire principal et six enclaves. Située sur la rive droite du Rhin, la partie centrale abrite la zone urbaine de la capitale, ainsi que le village d'Ebenholz. Deux portions de territoires sont enclavées dans la commune de Schaan au nord, deux autres dans la commune de Planken au nord-est et les deux dernières sont situées en zone montagneuse, dans le sud-est du pays.

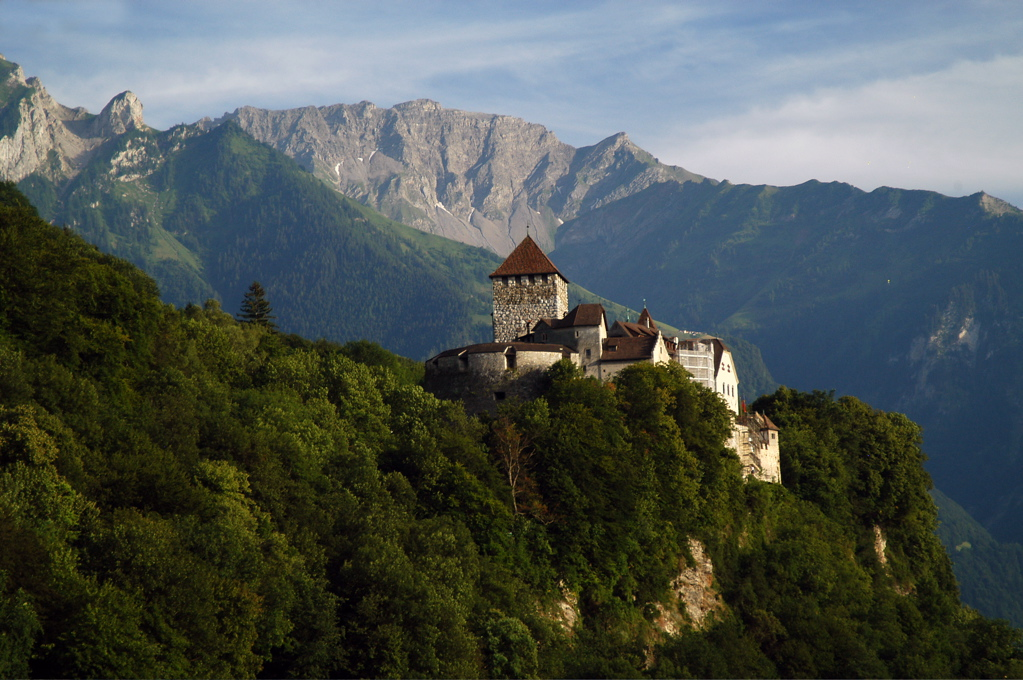
Le château de Vaduz, surplombant la capitale homonyme.

Les communes limitrophes sont Eschen, Gamprin, Schaan, Planken, Triesenberg, Balzers, Triesen, Sevelen et Buchs.

## Toponymie
Le nom Vaduz est mentionné pour la première fois en 1150 et proviendrait de avadutg, en langue rhéto-romane, signifiant « aqueduc ».

## Histoire
Depuis le milieu du XIVe siècle, le château de Vaduz était le siège des comtes du même nom. Il est détruit en 1499 lors de la guerre de Souabe. En 1719, le comté de Vaduz et la seigneurie de Schellenberg sont unis pour former une principauté qui prend le nom de Liechtenstein. Dès 1723, cette dernière obtient le droit de siéger et de voter à la Diète d'Empire.

## Économie et infrastructures
Le Liechtenstein lui-même n'a pas d'autoroutes, mais l'A13 suisse longe la rive gauche du Rhin à la frontière avec Vaduz. Cela signifie que l'accès à l'autoroute de la municipalité de Sevelen se trouve à proximité immédiate.
La gare de Schaan-Vaduz est la gare la plus proche, avec des liaisons régionales. Les gares de Sargans, Buchs SG et Feldkirch ont chacune des connexions internationales et sont directement accessibles par les bus publics de la société de transport public LIECHTENSTEINmobil (VLM). Les autres communautés de la Principauté sont également facilement accessibles par les transports publics.
Fin 2014, il y avait plus de 10 000 emplois dans la municipalité de Vaduz. Dans un classement des centres financiers les plus importants du monde, Vaduz occupe la 69e place (en 2018). La société Hoval AG a son siège à Vaduz. En outre, de nombreuses institutions de l'État ont leur siège à Vaduz, par exemple la police nationale du Liechtenstein, la Haute école du Liechtenstein ou l'Université du Liechtenstein. La salle des machines de la centrale électrique de Samina se trouve également dans la ville.

## Politique et administration

### Capitale
Vaduz abrite les sièges des principales institutions du pays, le Gouvernement et le Parlement.

### Administration municipale
La ville est administrée par un conseil municipal de treize membres, dont le bourgmestre, tous élus pour quatre ans par les citoyens.
Les dernières élections datent de 2023
| Période                                  | Période    | Identité        | Étiquette | Qualité |
| ---------------------------------------- | ---------- | --------------- | --------- | ------- |
| janvier 2007                             | avril 2019 | Ewald Ospelt    | FBP       |         |
| avril 2019                               | mars 2023  | Manfred Bischof | FBP       |         |
| mars 2023                                | août 2024  | Petra Miescher  | VU        |         |
| août 2024                                | En cours   | Florian Meier   | FBP       |         |
| Les données manquantes sont à compléter. |            |                 |           |         |

## Population et société

### Démographie
Au 30 juin 2014, la population s'élevait à 5 391 habitants.

### Religion
La plus grande partie de la population est catholique. Depuis 1997, la principauté constitue l'archidiocèse de Vaduz, dont le siège est la cathédrale Saint-Florin.

### Sport
Le club de football est le FC Vaduz. Il évolue dans la plus haute division suisse de football lors de la saison 2008-2009 mais connaît la relégation dès la première année à ce niveau. Selon les saisons, le club joue en Championnat de Suisse de football de deuxième division ou en Championnat de Suisse de football de première division.
La campagne 2022-2023 du club en Ligue Europa Conférence est historique. Pour sa deuxième participation à la compétition, le FC Vaduz passe tous les tours de qualification. C'est la première fois qu'une formation du Liechtenstein participe à la phase de groupes d'une compétition européenne.

## Culture et patrimoine

### Lieux et monuments

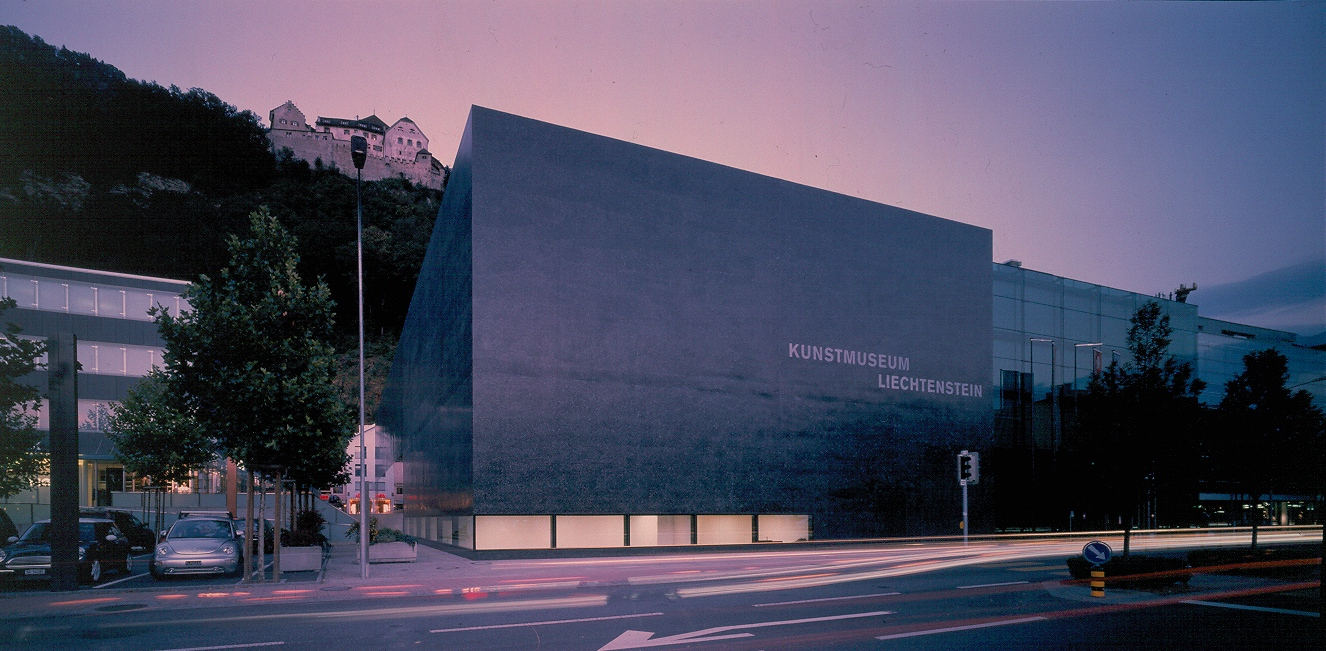
Le musée des beaux-arts du Liechtenstein.

#### Édifices civils

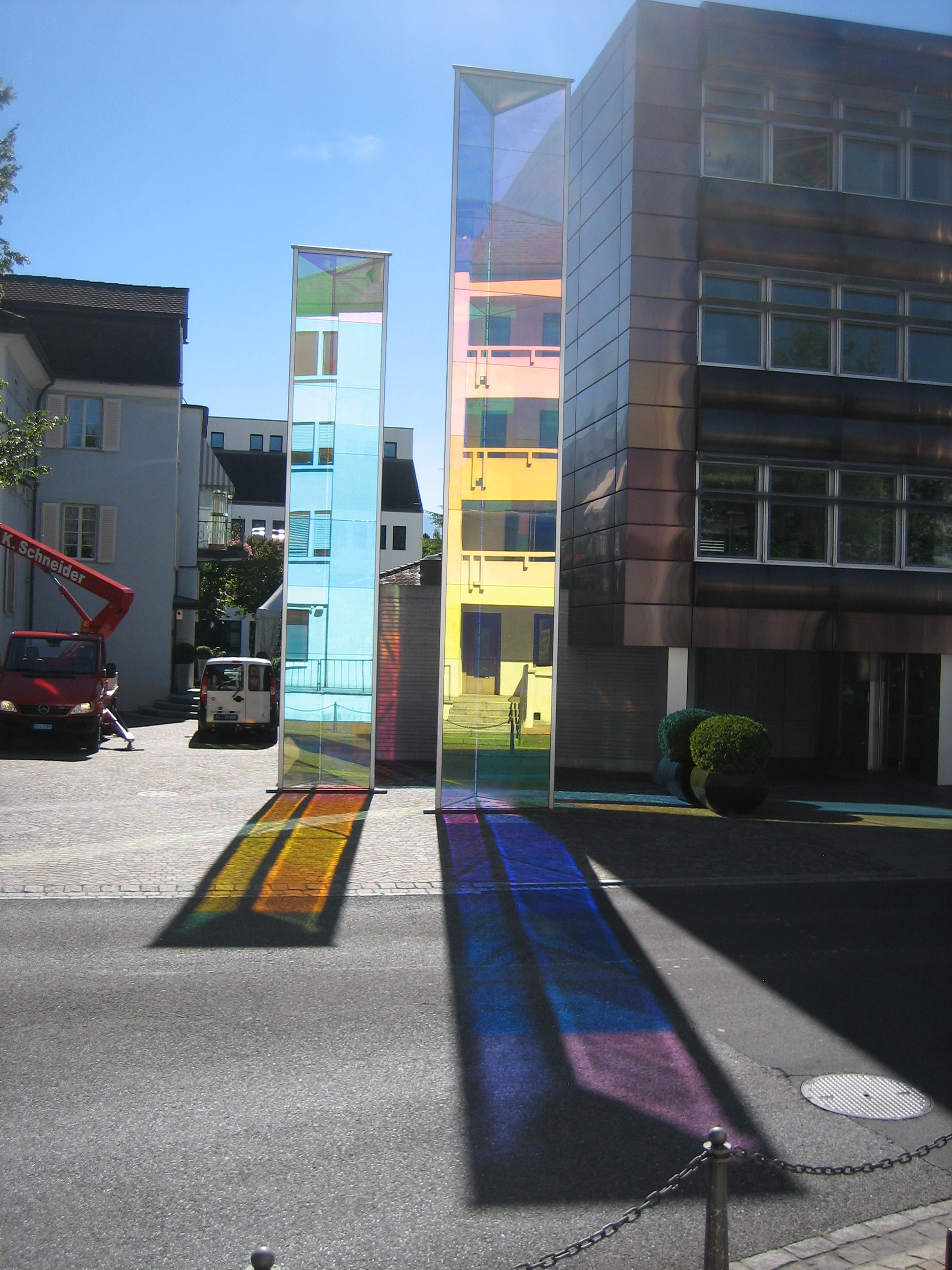
Bâtiments de la Kirchstrasse.

- Le château princier du XIIe siècle, entouré de vignobles, surplombe la ville moderne. Propriété et résidence officielle de la famille princière, il est célèbre pour ses galeries de tableaux.
- la Maison rouge est un édifice qui présente une façade au pignon à échelons peinte en rouge et flanquée d'une tour. Datant du Moyen Âge, il fait cependant l'objet de remaniements au cours des siècles.
- Les ruines du château de Schalun datant du XIIe siècle s'élèvent à 850 m d'altitude au nord-est de la ville.
- L’Alte Rheinbrücke, un pont en bois traversant le Rhin et reliant Vaduz à la commune suisse de Sevelen[7].
- Le bâtiment du Landtag, édifice inauguré en 2008 abritant le parlement du Liechtenstein.

#### Édifices religieux
- La cathédrale Saint-Florin de Vaduz

#### Musées
- Le musée national.
- Le musée des beaux-arts du Liechtenstein.
- Le musée de la Poste.
- Le trésor princier.

### Personnalités nées à Vaduz
- Josef Rheinberger (1839-1901), compositeur et pédagogue allemand.
- Egon Rheinberger (1870-1936), architecte, peintre et sculpteur.
- Wolfgang Haas (né en 1948), archevêque de Vaduz de 1997 à 2023.
- Rainer Hasler (1958-2014), footballeur.
- Marina Nigg (née en 1984), skieuse.
- Tina Weirather (née en 1989), skieuse.
- Daniel Rinner (né en 1990), coureur cycliste.
- Stephanie Vogt (née en 1990), joueuse de tennis.
- Sandro Wieser (né en 1993), footballeur.
- Kathinka von Deichmann (née en 1994), joueuse de tennis.
- Andreas Domjanic (né en 1995), pianiste.
- Dennis Salanović (né en 1996), footballeur.